# Hyalogyrinidae
Hyalogyrinidae zijn een familie van weekdieren uit de klasse van de Gastropoda (slakken).

## Taxonomie
De volgende geslachten zijn bij de familie ingedeeld:
- Hyalogyra B. A. Marshall, 1988
- Hyalogyrina B. A. Marshall, 1988
- Xenoskenea Warén & Gofas, 1993